# جنگ و صلح (مجموعه‌فیلم)
جنگ و صلح (روسی: Война́ и мир) یک فیلم درام حماسی-جنگی به کارگردانی سرگئی باندارچوک است که در سال ۱۹۶۶ منتشر شد.
این فیلم بر پایه رمانِ جنگ و صلح اثرِ لئو تولستوی و در چهار قسمت مجزا با نام‌های «آندری بولکونسکی»، «ناتاشا راستووا»، «سال ۱۸۱۲» و «پیر بزوخوف» و با حضورِ بازیگرانی چون ویاچسلاو تیخونوف، سرگئی باندارچوک و نیکیتا میخالکوف ساخته شد و مابین سال‌های ۱۹۶۶ تا ۱۹۶۷ میلادی به نمایش درآمد.
تهیه‌کننده فیلم موس‌فیلم بود و ساخت آن در حدود ۶ سال (۱۹۶۷–۱۹۶۱) به طول انجامید. هزینه ساخت این فیلم، ۸٬۲۹۱٬۷۱۲ روبل، معادل ۹٬۲۱۳٬۰۱۳ دلار آمریکا در سال ۱۹۶۷ میلادی (و یا ۶۷ میلیون دلار آمریکا در سال ۲۰۱۱ میلادی؛ با در نظر گرفتن نرخ تورم) بود و پرهزینه‌ترین فیلم ساخته شده در تاریخِ اتحاد جماهیر شوروی سوسیالیستی محسوب می‌شود.
«جنگ و صلح» پس از انتشار، موفقیت چشمگیری در میان مخاطبان یافت و تنها در شوروی در حدود ۱۳۵ میلیون بلیط برای آن فروخته شد.
این فیلم برندهٔ جوایز گوناگونی شده‌است که از آن میان، می‌توان به «جایزه بزرگِ جشنواره بین‌المللی فیلم مسکو»، «جایزهٔ گلدن گلوب بهترین فیلم غیر انگلیسی‌زبان» و «جایزه اسکار بهترین فیلم بین‌المللی» اشاره کرد.